# روب فيف
روب فيف (بالإنجليزية: Rob Fyfe)‏ هو مهندس نيوزيلندي، ولد في 6 مايو 1961 في كرايستشرش في نيوزيلندا.